# Grytbit

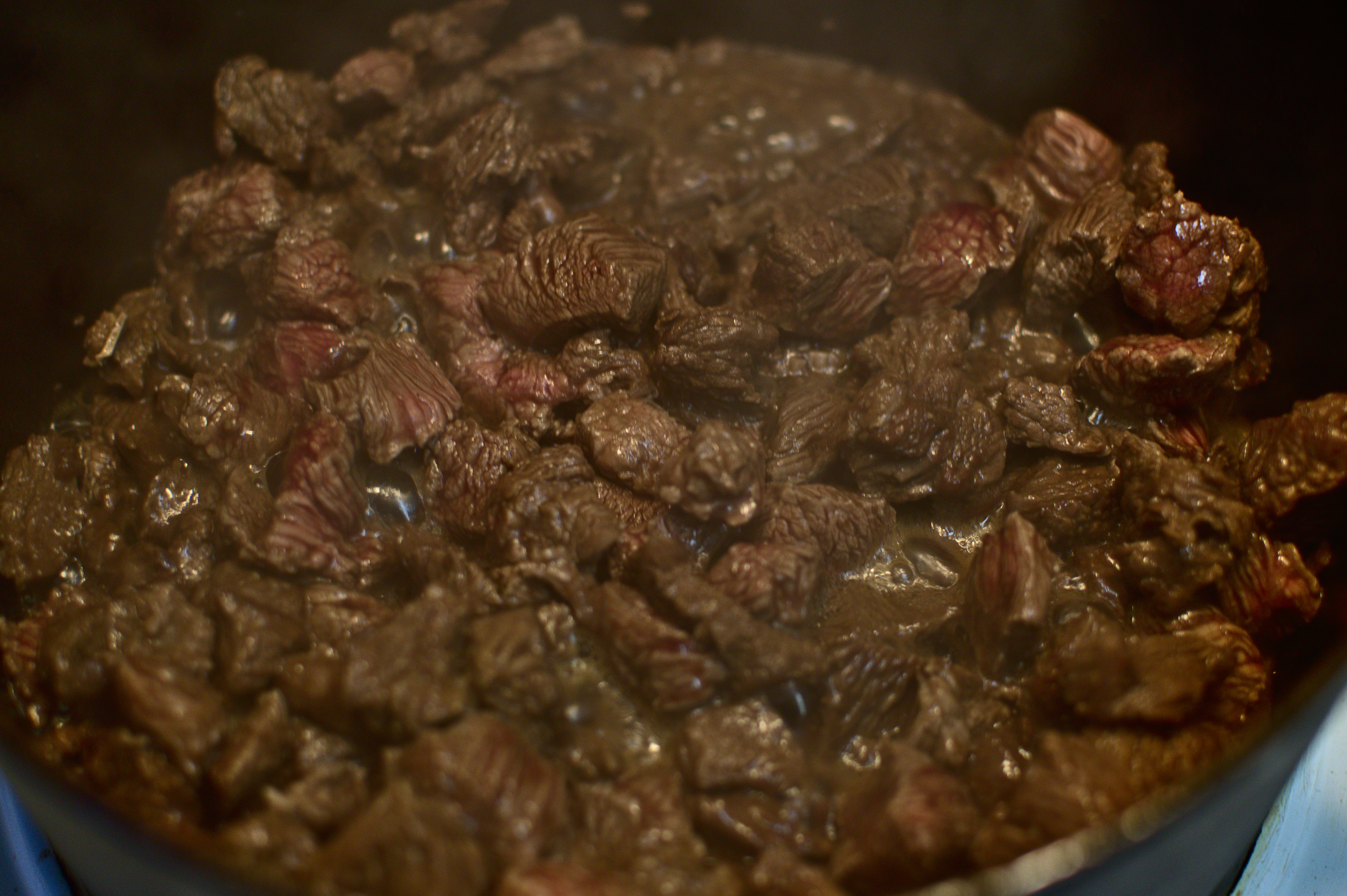
Grytbitar av högrev.

En grytbit är kött av den karaktär som mest lämpar sig för grytor, exempelvis bog. En grytbit är ofta en styckningsdel från ett djurs främre delar. Detta eftersom köttet från ett djurs framdel ofta är mindre mört och mer trådigt än köttet från bakdelen på grund av den muskelaktivitet som skett där. Framdelsköttet lämpar sig därför bättre för gryträtter än för stekning. Genom att köttet kokas länge blir det tillräckligt mört för att tuggas.